# Edward Charles Pickering
Edward Charles Pickering (Boston (Massachusetts), 19 juli 1846 – Cambridge (Massachusetts), 3 februari 1919) was een Amerikaans sterrenkundige en broer van astronoom William Henry Pickering. 
Edward C. was hoogleraar en werd in 1877 directeur van de sterrenwacht van het Harvard College te Cambridge (  Massachusetts).
Hij heeft een groot aandeel in visuele fotometrische waarnemingen gehad en had tot zijn dood de leiding van het project van de Henry Draper Catalogue.
Pickering heeft 15 planetaire nevels ontdekt in het gebied van de melkweg dat loopt vanaf het noordelijk sterrenbeeld Zwaan tot en met het zuidelijk sterrenbeeld Boogschutter. Elkeen van deze planetaire nevels heeft een plaats in de New General Catalogue gekregen: NGC 6439, NGC 6537, NGC 6565, NGC 6567, NGC 6578, NGC 6620, NGC 6644, NGC 6741, NGC 6766, NGC 6790, NGC 6803, NGC 6807, NGC 6833, NGC 6879, NGC 6881.

### In memoriam
- (de)  AN 208 (1919) 133/134
- JRASC 13 (1919) 160
- MNRAS 80 (1920) 360
- PASP 31 (1919) 73

- Bibliothèque nationale de France: cb13167172t (data)
- CiNii: DA17335772
- Gemeinsame Normdatei: 116178949
- International Standard Name Identifier: 0000 0000 6308 0731
- Library of Congress Control Number: n87831268
- Nationale Bibliotheek van Tsjechië: mub2016922720
- Nationale bibliotheek van Australië: 35044087
- Nationale Bibliotheek van Israël: 987007361763605171
- Nederlandse Thesaurus van Auteursnamen: 071215174
- Réseau des bibliothèques de Suisse occidentale: 02-A003692516
- SNAC: w61837m0
- Système universitaire de documentation: 070270465
- Trove: 810392
- Virtual International Authority File: 71529631
- WorldCat: E39PBJv4khqdrRwXghDyPfV3cP